# Linguistique générative
La linguistique générative regroupe un ensemble de théories développées à partir des années 1950 par le linguiste américain Noam Chomsky. Elle s'oppose au béhaviorisme et vient compléter le structuralisme.
La théorie générative se distingue des autres modèles en faisant la distinction compétence/performance, qui distingue la capacité langagière de l'acte de parole. Ainsi, selon cette orientation, chaque locuteur possède un « organe linguistique spécialisé » (« Language Acquisition Device ») permettant l'analyse et la production des structures complexes formant le discours. En d'autres termes, chaque langue forme une structure observable, résultat d'un système inné (comprendre « génétique ») universellement partagé. Il revient à la linguistique générative, dès lors, de comprendre la structure et le comportement de ce système.
En fait, selon Chomsky, le but de la linguistique est de définir les paramètres de variation entre les langues, car selon son approche, la variation linguistique n'est pas un fait du hasard. Au sein de cette approche, on trouve la théorie standard (TS), la théorie standard étendue (TSE) et la théorie minimaliste, qui est encore d'actualité.
Contrairement à certaines idées, le cadre de la théorie générative dépasse l'étude du système syntaxique : elle englobe tout le processus linguistique. Le fait que la majorité des travaux s'inscrit dans le domaine syntaxique s'explique par un choix méthodologique puisque l'on pense que ce domaine est plus facile à isoler des autres phénomènes cognitifs.

## Historique
L'école linguistique structuraliste, créée par Ferdinand de Saussure en 1916 et en déclin depuis les années 1980, développa une nouvelle approche de l'étude de la langue. En effet, les membres de cette école veulent faire de la linguistique une discipline scientifique en appliquant le principe de l'observation des corpus langagiers (élément fini d'énoncés produits).
D'autre part, ils mettent en avant l'idée que la langue est décomposable en systèmes d'éléments identifiables plus petits (phonèmes, morphèmes…) que l'on peut identifier selon une technique de classement. Cette approche est donc empirique et taxinomique.
Selon l'approche béhavioriste, elle aussi développée dans la première moitié du XXe siècle, le langage est un ensemble d'habitudes conditionnées par le phénomène stimulus-réponse, permettant la mémorisation. Il en découle, selon les structuralistes tels que Leonard Bloomfield et Charles F. Hockett, que toute action de la parole est soit un acte de répétition, soit une analogie.

## Questionnements et hypothèses

### Surgénéralisation durant la période d'apprentissage de la langue maternelle
- Observation : certaines erreurs faites par un grand pourcentage d'enfants tendent à démontrer qu'il existe un processus de généralisation des règles (exemple : ils sontaient au lieu de ils étaient) inhérent à l'apprentissage.
- Interprétation : l'enfant n'apprend pas par mimétisme puisque l'erreur n'a pas été copiée d'un « professeur » mais produite par l'enfant lui-même. Cela contredit par conséquent la théorie béhavioriste.

### Apprentissage uniformisé de la langue maternelle
- Observation : la progression dans l'apprentissage semble être temporellement ordonnée. Ainsi selon les dernières recherches [références manquantes], les enfants commencent par analyser la structure prosodique vers trois mois, puis la structure segmentale, suivie de la structure syllabique, le lexique et enfin, la syntaxe.
- Interprétation : la faculté d'apprentissage du langage est structurée et, par conséquent, dépend d'un système cognitif. De plus, le fait que cet ordre ne varie guère en fonction des enfants semble indiquer que ce système est universel.

### Phénomènes structuraux universaux
- Observation : certains phénomènes n'impliquant pas notre appareil phonatoire semblent réguliers d'une langue à l'autre (on peut citer les phénomènes anaphoriques, le comportement syntaxique des mots question, etc.).
- Interprétation : le comportement des langues est basé sur une structure cognitive universellement partagée.

## Nouveau cadre théorique

### Faculté de langage
Selon Chomsky, l'approche structuraliste du langage ne permet pas de rendre compte de certains faits observés, tels que la capacité des locuteurs à comprendre et à créer une infinité de phrases nouvelles, ou tels que l'évolution de l'apprentissage chez l'enfant qui semble être bien structuré. Toutefois, Chomsky ne remet pas en cause la nature structurelle de la langue, mais il propose, dans son programme, d'en expliquer les causes puisque sa théorie se veut explicative et non descriptive (voir Épistémologie).
La théorie générative reprend la conception mentaliste du langage développée par des philosophes tels que Descartes et Humboldt. Selon cette approche, le langage est un processus cognitif résultant de la faculté de langage. La faculté de langage est une capacité innée spécialisée de l'espèce humaine, qui permet l'acquisition du langage. Ainsi, elle émet l'hypothèse d'un module cognitif humain universel qui sert de base à la faculté de langage et pouvant expliquer la rapide acquisition de la langue maternelle, et ce, peu importe la langue. Ce module cognitif doit comporter une procédure d'évaluation, qui limite le choix des grammaires selon les critères suivants :
- l'adéquation observationnelle : la grammaire doit pouvoir créer tous les énoncés de la langue, sans exception ;
- l'adéquation descriptive : la grammaire doit représenter le savoir intuitif du locuteur ;
- l'adéquation explicative : la grammaire doit permettre de décrire la structure des phrases avec un ensemble fini de règles et de principes qui limitent les classes possibles des structures engendrées (théorie X-barre, théorie du liage, théorie de la sous-jacence, etc.).

### Les modules de la faculté linguistique

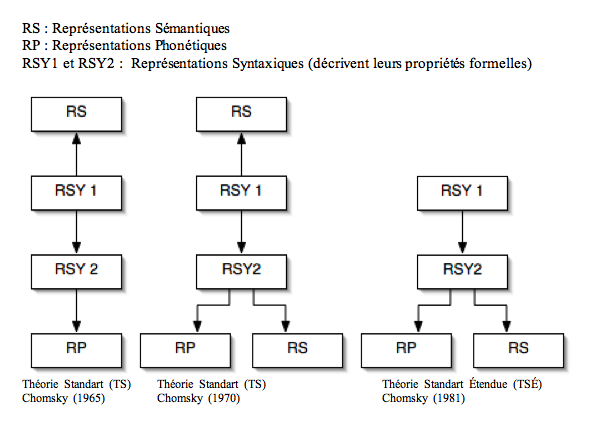
Organisation des modules linguistiques

Actuellement, les linguistes s'accordent à dire que plusieurs modules cognitifs participent à la production et à la compréhension linguistique. L'analyse des phrases découle de l'interaction de ces modules. Toutefois, il existe plusieurs hypothèses quant à l'organisation de ces interactions. Selon les théories, on a :
- le module lexical, qui présente les propriétés syntaxiques, sémantiques et phonologiques des éléments lexicaux ;
- le module syntaxique ;
- le module phonétique.

Selon cette théorie, on suppose l'autonomie des modules.